# درج‌حذف
درج‌حرف یا ایندل (به انگلیسی: Indel) (کوتاه‌شدهٔ insertion-deletion) یک اصطلاح زیست‌شناسی مولکولی برای درج یا حذف بازها در ژنوم یک جاندار زنده است. درج‌حذف‌های ≥ ۵۰ پایه در طول به عنوان گوناگونی ساختاری طبقه‌بندی می‌شوند.
درج‌حذف‌ها، به عنوان درج یا حذف، می‌تواند به عنوان نشانگر ژنتیکی در جمعیت‌های طبیعی، به‌ویژه در مطالعات تبارزایی استفاده شوند. نشان داده شده‌است که نواحی ژنومی با درج‌حذف‌های متعدد نیز می‌توانند برای روش‌های شناسایی گونه به کار روند.